# Orchestre de chambre de Prague
L'Orchestre de chambre de Prague, Pražský komorní orchestr (PKO) en tchèque, aussi connu internationalement sous le nom de Prague Chamber Orchestra, est un orchestre de chambre tchèque créé en 1951, basé à Prague.

## Présentation
L'Orchestre de chambre de Prague est fondé en 1951, dans le cadre de l'Orchestre symphonique de la radio tchécoslovaque. À partir de 1953, la formation donne des séries de concerts réguliers.  
En 1965, l'ensemble devient orchestre d'État et s'affranchit de la radio.  
À l'origine, l'orchestre se consacre principalement à la musique tchécoslovaque du XVIIIe siècle, jouant un rôle essentiel dans le renouveau de la musique ancienne dans le pays. Son répertoire s'est depuis étendu, avec notamment beaucoup de musique du XXe siècle.  
L'orchestre est connu pour se produire sans chef d'orchestre, même si la formation collabore occasionnellement avec des chefs invités, pour certains enregistrements ou lors de tournées notamment,.  

## Commandes
Parmi les commandes réalisées par l'Orchestre de chambre de Prague figurent des œuvres de Jan Zdeněk Bartoš (Symphonie no 2 « da camera », 1956), Joseph Ceremuga (Concerto da camera, 1971), Oldřich Flosman (Partita), Ivo Jirásek (Mozartiana, 1978), Miloslav Kabeláč (Symphonie no 4 « Camerat », 1958), Kurz (Musique d'été), Zdeněk Lukáš (Concerto grosso pour quatuor à cordes et orchestre à cordes, 1964), Karel Reiner (Discours) et Dalibor Vačkář (en) (Furiant).